# 이시이 코이치
이시이 코이치(일본어: 石井 浩一 이시 고이치[*]), 1964년 7월 9일~는 일본의 비디오 게임 디자이너이다. 1987년 스퀘어에 입사해 《성검전설》 시리즈의 출발선을 끊었다. 그 외에 《사가》 시리즈에 참여하고 《파이널 판타지》의 캐릭터 초코보와 모그리를 디자인했다.
2007년에 스퀘어를 퇴사하고 개발사 그레조를 설립해 3DS판 《루이지 맨션》과 2019년 리메이크판 《젤다의 전설 꿈꾸는 섬》같은 작품들에 기여했다.

## 생애

### 스퀘어/스퀘어 에닉스 재직
1986년 스퀘어에 입사해 패밀리 컴퓨터판 《파이널 판타지》 개발에 참여했다. 이 때 시리즈 주제가들 중 하나인 '크리스털 테마 (Crystal Theme)'를 만드는 것에 기여했다. 이후 스퀘어 개발제8부의 책임자가 돼 패밀리 컴퓨터판 《파이널 판타지 II》와 《파이널 판타지 III》의 게임 디자인을 맡았다.

### 그레조
2007년 4월, 이시이는 개발사 그레조를 설립했다. Wii용 게임 《라인 어택 히어로즈》같은 게임들을 제작했다.